# Уорнер, Карл
Карл Девитт Уорнер (англ. Karl DeWitt Warner; 23 июня 1908 — 5 сентября 1995) — американский легкоатлет, который специализировался в беге на короткие дистанции.

## Биография
На Олимпийских играх в Лос-Анджелесе Уорнер пробежал третий этап в американской эстафетной команде 4×400 м, с которым завоевал золотую медаль с новым мировым рекордом.
Уорнер умер в Рочестере, штат Нью-Йорк, в возрасте 87 лет.